# 14141 Demeautis
14141 Demeautis (1998 SR1) là một tiểu hành tinh vành đai chính được phát hiện ngày 16 tháng 9 năm 1998 bởi Khảo sát tiểu hành tinh OCA-DLR ở Caussols.